# Pierścienice
Pierścienice (Annelida) – typ zwierząt bezkręgowych o wydłużonym ciele złożonym z szeregu pierścieni. Są jednym z głównych typów zwierząt pierwoustych. Zaliczane do lofotrochorowców (Lophotrochozoa). Żyją w wodach morskich i śródlądowych oraz w glebie i ściółce – na całym świecie. Występują wśród nich formy wolno żyjące, pasożytnicze i komensalne. Jedne są saprofagami, inne filtratorami, a jeszcze inne drapieżnikami. Odgrywają ważną rolę w użyźnianiu gleb i osadów dennych, a gatunki lądowe w procesach mineralizacji substancji organicznych.
Opisano ponad 17 000 współcześnie żyjących gatunków pierścienic. W Polsce odnotowano ponad 300. 

## Występowanie
Zwierzęta zaliczane do typu Annelida są rozprzestrzenione po całym świecie. Występują w morskich osadach dennych na wszystkich głębokościach (nieliczne wchodzą w skład planktonu), w osadach śródlądowych zbiorników wód słodkich i słonych, w wilgotnych środowiskach lądowych z gnijącymi szczątkami roślinnymi oraz w glebie. Większość to zwierzęta morskie. Są najbardziej licznym elementem makrofauny w głębinach morskich.

## Cechy charakterystyczne

Schemat budowy wewnętrznej dwóch metamerów skąposzczeta:
Oznaczenia:
1 – światło jelita,
2 – tyflosolis,
3 – szczecinki,
4 – oskórek,
5 – naczynia krwionośne,
6 – nabłonek,
7 – mięśnie okrężne,
8 – przegroda międzysegmentowa,
9 – kanalik zakończony otworem wydalniczym,
10 – metanefrydium,
11 – segmentalny zwój nerwowy.

Wspólnymi cechami charakterystycznymi są:
- podział ciała – część głowowa, tułowiowa
- podział na pierścieniowate segmenty nazywane metamerami
- wyodrębnienie członów: gębowego (peristomium) oraz przedgębowego (prostomium) z części głowowej
- kształt ciała z reguły wydłużony, obły ze spłaszczoną częścią tułowiową
- u większości występuje zamknięty układ krwionośny
- mają zdolność do regeneracji

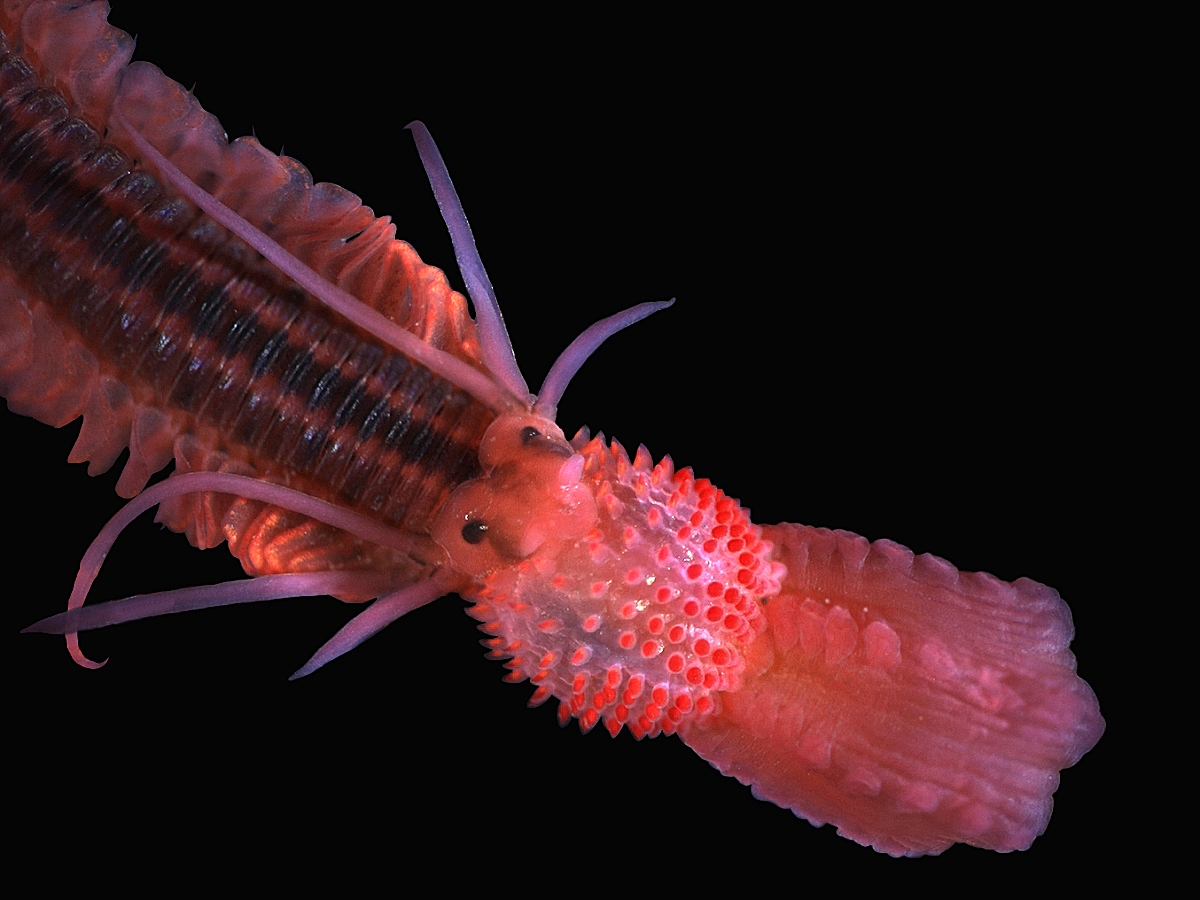
Wieloszczet Phyllodoce lineata o szerokości ciała 3 mm wybarwiony eozyną

Filogeneza tej grupy zwierząt jest słabo poznana.

## Układ pokarmowy
Układ pokarmowy ma postać przewodu – zaczyna się otworem gębowym, a kończy się odbytowym. U pierścienic jest bardzo dobrze wykształcony, składa się z odcinków:
- Ektodermalne jelito przednie – w jego skład wchodzi otwór gębowy, umięśniona gardziel, mogą występować "ząbki" u form drapieżnych, rura przełyku, czasami rozszerzająca się w żołądek.
- Endodermalne jelito środkowe.
- Ektodermalne jelito tylne – krótkie, niezróżnicowane.

Na całej długości jelita znajduje się zagłębienie zwane rynienką (tyflosolis), dzięki której następuje szybsze wchłanianie i trawienie. Część pierścienic jest glebożercami – odżywiają się martwymi szczątkami organicznymi zawartymi w glebie.

## Układ oddechowy
Brak wyodrębnionego układu oddechowego. Wymiana gazowa zachodzi całą powierzchnią ciała. U niektórych wieloszczetów na parapodiach wykształciły się wyrostki skrzelowe.

## Układ krążenia
Układ krążenia, u większości pierścienic zamknięty, składa się z dwóch podłużnych naczyń:
- grzbietowego – kurczliwego, tłoczącego krew do przodu;
- brzusznego – w którym krew płynie do tyłu.

Oba te naczynia są połączone ze sobą za pomocą naczyń okrężnych (przednia część ciała) oraz serii mniejszych naczyń w poprzek całego ciała. U większości gatunków brak wyodrębnionego serca. Rolę serca pełnią naczynia okrężne przedniej części ciała (zwane naczyniami tętniącymi lub sercami bocznymi). O krążeniu decydują skurcze mięśnia grzbietowego, gdyż ma on najgrubsze ściany.
Płynem krążącym jest hemolimfa, która zwykle jest barwna – zielona (zawierająca chlorokruorynę), różowa (hemoerytryna), czerwona (zawierająca hemoglobinę lub erytrokruorynę), żółta, bezbarwna.
Układ krążenia ma za zadanie transportowanie substancji między segmentami oraz usuwanie metabolitów do układu wydalniczego.

## Układ wydalniczy
Układ wydalniczy u wszystkich pierścienic zbudowany jest z nefrydiów i nazywany jest metanefrydialnym. Jest to pierwszy układ sprawnie usuwający zbędne i szkodliwe produkty przemiany materii zachowując przy tym zdolność osmoregulacji. Ma metameryczną budowę. W każdym segmencie znajduje się para orzęsionych lejków, które otwierają się do jamy ciała i wychwytują metabolity.
U niektórych wieloszczetów znajduje się układ wydalniczy protonefrydialny. Brak jest w nim komórek płomykowych, które zostały zastąpione przez komórki podobne funkcjonalnie do nich – komórki chloragogenowe, znajdujące się głównie w zagłębieniu jelita środkowego od strony jamy ciała. Wychwytują one z celomy (wtórnej jamy ciała) i magazynują zbędne produkty przemiany materii. Po wypełnieniu zamierają, po czym są usuwane na zewnątrz ciała za pomocą metanefrydiów. Układ pełni rolę osmoregulacyjną.

## Układ nerwowy
Układ nerwowy – oddzielony od powłok ciała, co daje mu większe możliwości rozwoju oraz daje większą ochronę dla centrum nerwowego. Jest to układ typu drabinkowego. 
W skład układu wchodzą:
- Parzyste zwoje międzygardzielowe (nadprzełykowe (mózgowe) i podprzełykowe). Odchodzą od nich obrączki okołogardzielowe łączące je ze zwojami podgardzielowymi.
- Brzuszny łańcuszek nerwowy – parzyste zwoje rozmieszczone w każdym segmencie połączone komisurami w pary oraz konektywami z innymi segmentami.

## Rozmnażanie i rozwój
Wieloszczety są rozdzielnopłciowe, występują u nich zapłodnienie zewnętrzne i rozwój złożony. Larwa (trochofora) jest orzęsiona i jest stadium wolno żyjącym. Nie występuje u nich zjawisko dymorfizmu płciowego (z wyjątkiem kilku gatunków).
Skąposzczety oraz pijawki są zazwyczaj obojnakami. Występuje u nich zaplemnienie i zapłodnienie krzyżowe. Rozwój jest prosty (brak stadium larwalnego). 

## Systematyka
Pierścienice dzieli się na dwie gromady:
- siodełkowce (Clitellata)
- wieloszczety (Polychaeta)

Tradycyjnie pierścienice były dzielone na trzy lub cztery główne grupy, zwykle klasyfikowane w randze gromady. Były to Polychaeta (wieloszczety), Myzostomida (krążkokształtne), Oligochaeta (skąposzczety) i Hirudinea (pijawki). Niektóre prymitywne formy pierścienic grupowano pod nazwą prapierścienice (Archiannelida). 
Analizy danych molekularnych i morfologicznych nie potwierdziły takiego podziału. Rurkoczułkowce są obecnie uznawane za rodzinę w obrębie wieloszczetów, a pijawki i skąposzczety – za podgromady siodełkowców (Clitellata). Do pierścienic zaliczono szczetnice (Echiura), klasyfikowane wcześniej w randze odrębnego typu. Niejasna jest pozycja sikwiaków (Sipuncula), które mają wiele cech wspólnych z pierścienicami, co potwierdzają badania genetyczne. Brak jednak potwierdzenia, że są pierścienicami. Zsekwencjonowanie całego genomu sikwiaka Phascolosoma esculenta i jego porównanie z przedstawicielami pierścienic oraz krążkokształtnych (Myzostomida) wskazuje na siostrzane relacje pomiędzy Annelida i Sipuncula.

## Ewolucja
We wczesnym kambrze odnajduje się wieloszczety z pęczkami długich szczecinek, np. Phragmochaeta. W kambrze środkowym różnorodność wieloszczetów jest już dość duża, występuje też złożony aparat gębowy (Wiwaxia).

## Rola w ekosystemie
Większość pierścienic przyczynia się do użyźniania gleb i osadów dennych. Gatunki lądowe odgrywają istotną rolę w procesach mineralizacji substancji organicznych. Niektóre są pasożytami zewnętrznymi, rzadziej wewnętrznymi różnych gatunków zwierząt bezkręgowych i kręgowych. Formy pasożytnicze są często nosicielami chorób, powodują straty w hodowlach ryb. Pierścienice środowisk wodnych stanowią pokarm zwierząt wodnych, zwłaszcza ryb.